# Laurence Tubiana
Pour les articles homonymes, voir Tubiana.
Cet article possède un paronyme, voir Laurent Toubiana.
Laurence Tubiana, née le 5 juillet 1951 à Oran, en Algérie alors française, sous le nom complet d'Émilie Laurence Tubiana, est une haute fonctionnaire française.
Elle est économiste, universitaire et diplomate, professeure associée depuis 2003 à l'Institut d'études politiques de Paris, où elle est titulaire de la chaire de développement durable. Elle a été présidente du conseil d’administration de l'Agence française de développement, après avoir fondé le think tank de l'Institut du développement durable et des relations internationales (IDDRI), qu'elle dirige de 2002 à 2014.
Elle est ambassadrice pour les négociations de la conférence de Paris de 2015 sur les changements climatiques. À ce titre, elle est souvent citée comme l'« architecte » de l'accord de Paris. Elle dirige depuis 2017 la Fondation européenne pour le climat.
En 2019 et 2020, elle copréside la Convention citoyenne pour le climat, un dispositif constitué par le second gouvernement Édouard Philippe du président Macron qui rassemble 150 citoyens tirés au sort.

## Biographie

### Jeunesse et études
Émilie Laurence Tubiana (dont le second prénom est celui d'usage) est née le 5 juillet 1951 à Oran, en Algérie française.
Son père, originaire d’une famille juive algérienne, est juriste et travaille pour l'industrie du tabac et du cinéma. Sa mère, née dans une famille de migrants grecs catholiques, fut, avec sa grand-mère, la première importatrice de meubles scandinaves Ikea en Algérie en 1958,. Une de ses arrière-grand-mères était à la tête de la maison de couture du dernier harem du sultan de Constantinople.
Sa famille arrive en France métropolitaine en 1962, après la guerre d'Algérie,. En 1973, Laurence Tubiana est diplômée de l'Institut d'études politiques de Paris,. Elle obtient un doctorat en sciences économiques à l'université Paris 1,.

### Carrière professionnelle

#### Institut national de la recherche agronomique
Alors qu'elle prépare le concours d'entrée à l'Institut national de la recherche agronomique (INRA), elle est nommée assistante à l’Institut universitaire de technologie de Sceaux, recrutée par Lionel Jospin qui y enseigne,. Elle est nommée à l'INRA en 1976. Elle y est assistante de recherche, chargée de recherche puis directrice du laboratoire d'économie internationale jusqu'en 1997. Elle y est également directrice de recherches de 1995 à 2002.
Elle fonde l’ONG Solagral dans les années 1980[Information douteuse] pour apporter des informations en matière scientifique aux ONG des pays du Sud,.

#### Années 2000
De 1998 à 2002, elle est cheffe de délégation pour la négociation sur le changement climatique, de la biodiversité et du protocole sur la biodiversité lors du protocole de Kyoto et chargée de mission puis conseillère auprès du Premier ministre Lionel Jospin sur les questions de développement durable. De 1999 à 2001, elle est conseillère scientifique et membre du Conseil d'analyse économique (1999-2001) auprès du Premier ministre. Elle fonde en 2001 le cercle de réflexion français de l'Institut du développement durable et des relations internationales qu'elle dirige de 2002 à 2014.
En 2009, elle est nommée chef de délégation adjointe pour la conférence de Copenhague de 2009 sur les changements climatiques  puis directrice des biens publics mondiaux au ministère de l'Europe et des Affaires étrangères.

#### Années 2010
En 2012, Laurence Tubiana prend le rôle de facilitatrice du débat national sur la transition énergétique, qui aboutit à un projet de loi retravaillé depuis 2014 et à l'adoption de la loi relative à la transition énergétique pour la croissance verte en 2015.
Laurence Tubiana est nommée, le 3 juillet 2013, présidente du conseil d’administration de l'Agence française de développement (AFD),.
Le 15 mai 2014, Laurence Tubiana est nommée représentante spéciale du gouvernement français pour la conférence de Paris de 2015 sur les changements climatiques (COP 21), par Laurent Fabius, alors ministre des Affaires étrangères,, puis, le 3 juin 2014, elle est nommée ambassadrice chargée des négociations sur le changement climatique pour la conférence de 2015. Elle est notamment chargée de négocier l'accord de Paris sur le climat le 12 décembre 2015, lors de la COP 21. Elle est ensuite chargée de suivre les engagements de la COP 21 jusqu'à la fin de la conférence de Marrakech de 2016 sur les changements climatiques en tant que "championne" pour l'action climatique pré-2020 auprès de la convention-cadre des Nations unies sur les changements climatiques (CCNUCC) . Dans ce cadre, elle participe en septembre 2018 au Global Climate Action Summit (en) organisé à San Francisco.
En janvier 2016, à la suite de la COP 21, elle est nommée championne pour l'action climatique auprès de la CCNUCC. En 2015, Paris Match la présente comme « la Madame climat » du président de la République François Hollande.
Le 28 juin 2016, elle est nommée présidente de la commission chargée de l'examen des candidatures à la fonction de président de l’Institut national de la recherche agronomique. Elle est membre du conseil d'administration de plusieurs organisations, notamment du Centre de coopération internationale en recherche agronomique pour le développement, de l'India Council for Sustainable Development, du China Council for International Cooperation on Environment and Development et du conseil d'orientation stratégique de l'Institute for Advanced Sustainability Studies (en).
Elle dirige depuis mars 2017 la Fondation européenne pour le climat, une fondation privée internationale financée par des bailleurs de fonds, dont beaucoup sont basés aux États-Unis.
Elle siège au Haut Conseil pour le climat depuis sa création, en novembre 2018, par le président de la République Emmanuel Macron.
En juillet 2019, Laurence Tubiana est reconduite pour trois ans dans ses fonctions de présidente du conseil d'administration de l'AFD.
D'avril 2019 à octobre 2019, elle accompagne les 150 citoyens tirés au sort de la Convention citoyenne pour le climat initiée par Emmanuel Macron : elle est coprésidente du comité de gouvernance chargé de piloter la Convention, au côté de Thierry Pech, directeur général du think tank Terra Nova proche du Parti socialiste,,.

### Parcours professoral
Laurence Tubiana enseigne comme professeure associée à l'Institut d'études politiques de Paris. Elle est directrice de la chaire de développement durable de l'école depuis 2004, ayant été nommée par Richard Descoings pour développer l'enseignement des questions environnementales à l'Institut. De 2004 à 2014, elle est aussi professeure invitée à l'université Columbia, au sein de la School of International and Public Affairs (SIPA).
Elle codirige depuis 2007 la publication de l'Annuel du développement durable - Regards sur la Terre.

## Engagement politique
Militante à la Ligue communiste révolutionnaire dans sa jeunesse, c'est une proche de Lionel Jospin.
Lors de l'élection présidentielle de 2012, elle signe l'appel des économistes en soutien au candidat François Hollande en raison de « la pertinence des options [proposées], en particulier pour ce qui concerne la reprise de la croissance et de l'emploi ».
Son nom est avancé à plusieurs reprises pour prendre des responsabilités politiques. En septembre 2018, elle est pressentie pour le ministère de la Transition écologique et solidaire, pour remplacer Nicolas Hulot, ministre démissionnaire du premier quinquennat d'Emmanuel Macron, bien qu'elle affirme n'avoir pas été sollicitée. En juillet 2019, son nom est cette fois évoqué pour le poste de Commissaire européen à l'Action pour le climat, pour travailler avec l'équipe de la présidente Ursula von der Leyen. En juillet 2020, elle est pressentie pour remplacer Édouard Philippe au poste de Premier ministre du premier quinquennat d'Emmanuel Macron, mais aucune proposition ne lui est faite.
Le 11 juillet 2024, elle cosigne dans Le Monde une tribune appelant le Nouveau Front populaire (NFP) à « sans tarder tendre la main aux autres acteurs du front républicain pour discuter d’un programme d’urgence républicaine et d’un gouvernement », le « point de départ d’une telle négociation sera bien sûr, du côté du NFP, son programme, mais chacun et chacune d’entre nous sait, et admet par avance, que ce ne sera pas le point d’arrivée dans tous les domaines ».
Le 15 juillet 2024, une semaine après le deuxième tour des élections législatives anticipées et trois jours après la proposition d'Huguette Bello faite par La France insoumise (LFI) et le Parti communiste français (PCF), elle est proposée par le Parti socialiste (PS), Les Écologistes et le PCF comme candidate unique du NFP pour devenir Premier ministre. La proposition est refusée au nom de LFI par Manuel Bompard qui qualifie la proposition de « pas sérieuse » et reproche à Laurence Tubiana d'avoir signé la tribune du 11 juillet dans Le Monde enjoignant le NFP à former une coalition avec « d'autres acteurs du front républicain », et elle décide de renoncer.

## Vie privée
Elle serait actuellement célibataire et mère d'une fille unique d'une trentaine d'années.

## Distinctions et décorations
Laurence Tubiana reçoit un doctorat honoris causa de l'Université catholique de Louvain, à Louvain-la-Neuve, le 9 février 2021.
Elle est nommée inspectrice générale de l'agriculture en 2000.
 Officière de la Légion d'honneur.
Elle est nommée chevalier de l'ordre national de la Légion d'honneur en 2000, puis promue officier le 11 juillet 2008 en qualité de « directrice d'un institut en faveur du développement durable ».

## Publications
- (en) Claude Henry et Laurence Tubiana, Earth at risk: natural capital and the quest for sustainability, Columbia University Press, 2018 (ISBN 978-0-231-16252-4)
- Collectif, Regards sur la terre, 2007
- Collectif, Notre Europe. Comment l'Europe va transformer le XXIe siècle, 2008
- Laurence Tubiana, François Gemenne, Alexandre Magnan, Anticiper pour s'adapter : le nouvel enjeu du changement climatique, 2010
- Rémi Genevey, Rajendra K. Pachauri et Laurence Tubiana, A. Colin (éditeurs), Réduire les inégalités : un enjeu de développement durable, coll. « Regards sur la Terre », 2013 [44]
- Pierre Jacquet, Rajendra K. Pachauri, Laurence Tubiana (éditeurs), Cities: steering towards sustainability, Teri Press, 2010[45]
- Collectif, Pierre Jacquet, Laurence Tubiana, Hubert Kieken, L'Europe et le développement durable. CulturesFrance, coll. « Penser l'Europe », 2008[46]